# Spærreballon
En spærreballon er en form for luftforsvar bestående af balloner, der er forankret til jorden med tunge metalwirer og placeret omkring faciliteter, der skal forsvares. Lavtflyvende fly risikerer at flyve ind i wirerne og tvinges derfor til at flyve i en større højde. Når et fly befinder sig i stor højde, er det sværere for flyet at ramme præcist med sine bomber, og flyet kan nemmere rammes ved beskydning fra jorden. Spærreballoner blev første gang brugt i 1. verdenskrig og blev brugt med en vis succes i 2. verdenskrig men har ikke været anvendt i betydelige mængder siden, fordi moderne fly er blevet bedre til at ramme mål på afstand, og fordi antiluftskyts nu også kan ramme lavtgående fly. Balloner er blevet forholdsvis dyre og for mandskabskrævende i forhold til den nytte, de gør. I moderne tid har man dog overvejet muligheden for at anvende balloner til forsvar mod helikoptere.
Under krigen mellem Irak og Iran i begyndelsen af 1980'erne blev der brugt spærreballoner i Bagdad.